# Mustaj-beg Atlagić Safi
Mustaj-beg Atlagić (umro 1740. u Livnu) nadimka Safi bio je književnik iz Livna, rodom iz poznate obitelji Atlagića. Pisao je pjesme.